# Super Hydlide
Super Hydlide är ett actionrollspel från T&E Soft som släpptes till Sega Mega Drive. Det gavs ut första gången 1989 i Japan.
Det finns fyra valbara klasser i spelet: Warrior, Thief, Priest, och Monk. Huvudpersonen kan använda både vapen och magi.